# 陈家悦
陈家悦（1930年1月—2004年5月20日），男，广东文昌（今属海南）人，中华人民共和国政治人物，曾任致公党海南省委主委，海南省政协副主席，第七、八届全国人大代表，第九届全国政协委员。